# Revanche (filme)
Revanche é um filme de drama austríaco de 2008 dirigido e escrito por Götz Spielmann. Foi indicado ao Oscar de melhor filme estrangeiro na edição de 2009, representando a Áustria.

## Elenco
- Johannes Krisch - Alex
- Irina Potapenko - Tamara
- Ursula Strauss - Susanne
- Hanno Pöschl - Konecny
- Andreas Lust - Robert
- Hannes Thanheiser - Hausner